# Iltisite
L'iltisite è un minerale, ha relazioni polimorfiche con la capgaronnite.

## Etimologia
Il nome è in onore del collezionista di minerali Antoine Iltis.